# Najas kurziana
Najas kurziana är en dybladsväxtart som beskrevs av Alfred Barton Rendle. Najas kurziana ingår i släktet najasar, och familjen dybladsväxter. Inga underarter finns listade.